# Yuru-chara
Yuru-chara (ゆるキャラ yuru kyara?), que se pronuncia en español Yuru-kiara, es un término japonés que se refiere a una categoría de personajes mascota, creados usualmente con el objeto de promocionar un lugar o región, evento, organización o negocio. Se caracterizan por sus diseños kawaii (tiernos) y poco sofisticados, que a menudo incorporan motivos que representan la cultura, historia o productos locales. Pueden ser creados por gobiernos locales u otras organizaciones para estimular el turismo y el desarrollo económico, o creados por una empresa para reforzar su identidad corporativa. Pueden aparecer como personajes disfrazados (o kigurumi) en eventos promocionales y festivales. El yuru-chara se ha convertido en un negocio popular y lucrativo, con ventas producto de personajes que alcanzaron casi 16.000 millones de dólares en Japón en 2012.

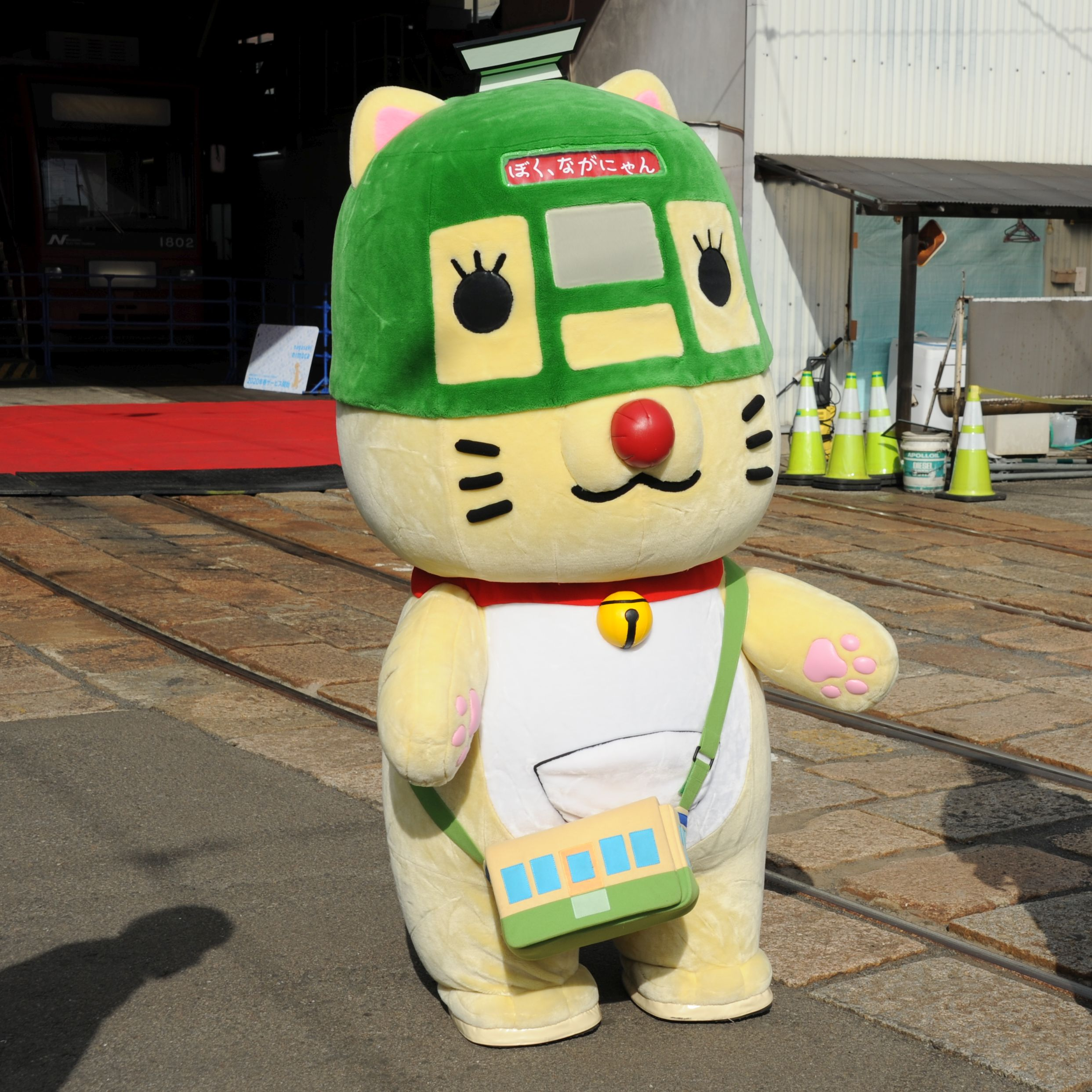
Naga-nyan, yuru-chara oficial del Tranvía Eléctrico de Nagasaki.

Entre los yuru-chara populares se encuentran Kumamon, Funassyi y Chiitan, que han ganado reconocimiento internacional y han alcanzado estatus de celebridades en Japón.

## Etimología

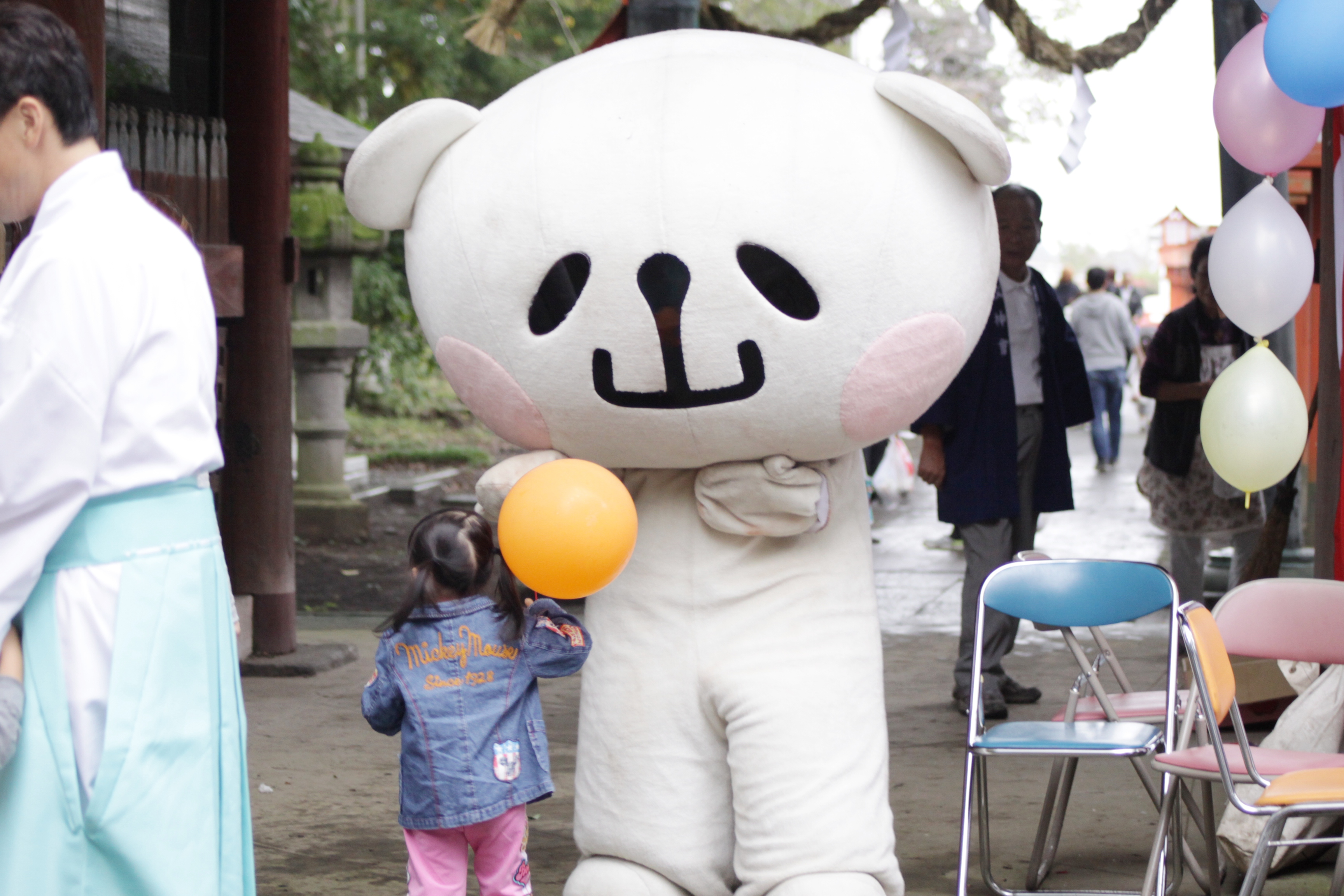
Oyamakuna, yuru-chara de la ciudad de Oyama.

El nombre yuru-chara es una contracción de yurui mascot character (ゆるいマスコットキャラクター yurui masukotto kyarakutā?). El adjetivo yurui (緩い?) generalmente significa "suelto," pero en este sentido tiene una serie de connotaciones que incluyen "suave" o "débil," "relajado," alegre o "sin importancia." El chara es una abreviación del anglicismo masukotto kyarakuta (mascot character) que significa personaje de mascota. La palabra character se pronuncia kárakter en inglés, por lo que Yuru-chara se pronuncia Yuru-kara o Yuru-kiara en español.
El término gotōchi-kyara (ご当地キャラ personaje local?)  también se ha vuelto popular en referencia específicamente a mascotas locales, que constituyen la gran mayoría de yuru-kyara.

## Concepto
El término fue acuñado por el ilustrador y crítico cultural Jun Miura a comienzos de la década de 2000, y a pesar de las connotaciones negativas, ha sido adoptado por fanáticos y promotores. Según Miura, hay tres requisitos principales que hacen un yuru-chara:
1. Debe transmitir un fuerte mensaje de amor por la ciudad natal o la región local.
2. Los movimientos o el comportamiento del personaje deben ser únicos e inestables o extraños
3. El personaje debe ser poco sofisticado o despreocupado (yurui) y adorable.

Algunos de estos requisitos implican que la mascota debe existir en forma de kigurumi (es decir, una persona disfrazada).

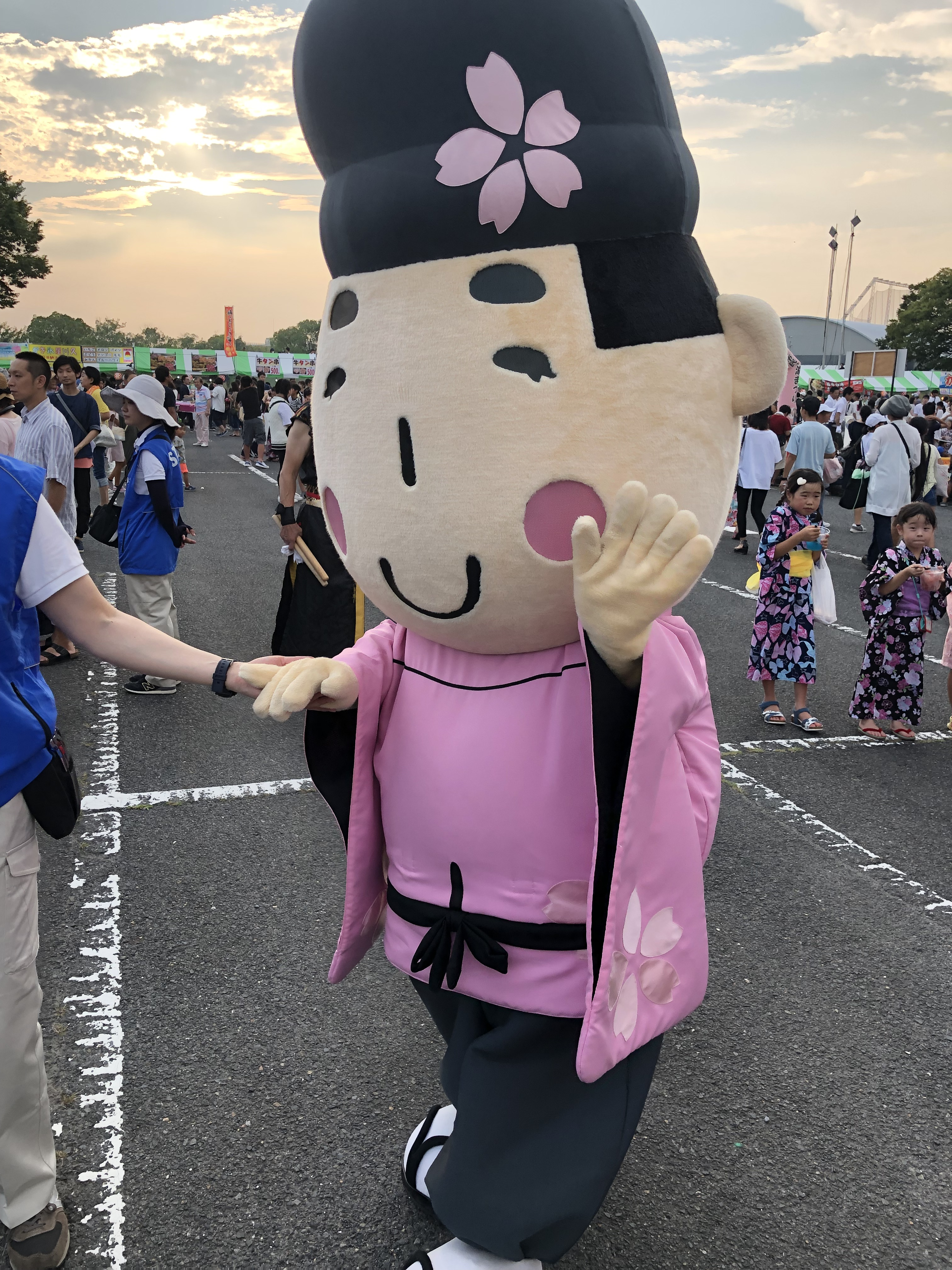
Michikaze-kun.

Los yuru-chara son diseñados a menudo por artistas aficionados, y muchos de sus diseños son considerados simplistas o mal ejecutados, o dar la impresión de simplificar en exceso lo que representan. Tales características generalmente se suman a su atractivo, pero ocasionalmente pueden generar la reacción opuesta: La presentación de Sento-kun en 2008 generó mucha publicidad negativa, pues era considerado "feo" e incluso "blasfemo."
Son estos aspectos de parecer "de principiante" o defectuosos los que distinguen a los yuru-chara de las mascotas corporativas creadas profesionalmente (p. ej. Domo-kun), de las mascotas deportivas profesionales (como las de los equipos de béisbol profesional japoneses) o de personajes con énfasis comercial como Hello Kitty o Rilakkuma, todos los cuales son comunes también en Japón.

## Popularidad
La popularidad de mascotas como los yuru-chara en Japón se ha asociado con lazos emocionales históricos de los japoneses con personajes no humanos, como en el politeísmo antiguo. También existen muchos tipos diferentes de yōkai en el folclore japonés, y ciertos tipos de yōkai como los kappa o los tanuki han sido la base para varios diseños de yuru-chara.
Si bien el concepto había ya existido por algún tiempo, el comienzo del "boom de los yuru-chara" se le achaca a Hikonyan, que fue creado en 2007 para conmemorar el aniversario 400 de la fundación del Castillo Hikone y que produjo un aumento significativo en el turismo y en la venta de mercaderías para el castillo y la ciudad.
A partir de entonces, el número de yuru-chara aumentó en todo el país. Se han creado festivales y otros eventos dedicados a tales mascotas, como el Yuru-chara Matsuri (ゆるキャラまつり?)  o "festival yuru-chara" que se ha celebrado en varios lugares desde 2008. Algunas mascotas han aparecido también en convenciones internacionales, como Funassyi o Kumamon en la Japan Expo 2014 en París, Francia, o un pequeño grupo de yuru-chara en el Japan Matsuri 2014 en Londres.
Gotōchi-chara Catalogue (ご当地キャラカタログ gotōchi kyara katarogu?) es una base de datos virtual que recoge información sobre los gotōchi-chara, yuru-chara y héroes locales a partir de entregas de usuarios. En octubre de 2014 sobrepasó los 3.000 artículos de personajes.
Por otra parte, la proliferación de los yuru-chara se ha vuelto problemática en algunas regiones. En 2014, por ejemplo, el gobierno de Osaka expresó su preocupación porque el exceso mascotas locales podía estar diluyendo la identidad de la marca.
Chiitan, una mascota no oficial de la ciudad de Susaki, prefectura de Kōchi, se hizo popular debido a sus comportamientos caóticos y con frecuencia violentos, lo que ha generado gran controversia.

### Yuru-chara Grand Prix
En 2010 se inauguró el Yuru-chara Grand Prix (ゆるキャラグランプリ yuru kyara guranpuri?) o Gran Premio de Yuru-Chara, evento anual en el que la mascota más popular se determina por medio de una votación pública. Entre los ganadores previos se encuentran Hikonyan y Kumamon.
1.727 participantes se postularon para el Grand Prix de 2015, un número diez veces mayor respecto al del primer concurso. 1.092 de estas postulaciones fueron gotōchi-chara (personajes locales) y 635 eran personajes corporativos o de otro tipo. Los resultados se anunciaron el 23 de noviembre, con un total de 50.57 millones de votos en Internet (más del doble del número de votos en 2014) y casi siete millones de votos a favor de la mascota ganadora, Shusse Daimyō Ieyasu-kun. Unas 77.000 personas asistieron al evento de premiación en la ciudad de Hamamatsu.
| Año  | Participantes | Ganador                                        |
| ---- | ------------- | ---------------------------------------------- |
| 2010 | 169           | Hikonyan (Hikone, Shiga)                       |
| 2011 | 349           | Kumamon (prefectura de Kumamoto)               |
| 2012 | 865           | Barysan (Imabari, Ehime                        |
| 2013 | 1.580         | Sanomaru (Sano, Tochigi)                       |
| 2014 | 1,699         | Gunma-chan (Prefectura de Gunma )              |
| 2015 | 1,727         | Shusse Daimyō Ieyasu-kun (Hamamatsu, Shizuoka) |
| 2016 | 1.421         | Shinjou-kun (Susaki, Kōchi)                    |
| 2017 | 1,158         | Unari-kun (Narita, Chiba)                      |
| 2018 |               | Kapal (Shiki, Saitama)                         |
| 2019 |               | Arukuma (Prefectura de Nagano)                 |

### Récords
Reuniones de Yuru-chara han hecho parte de la creación de dos récords mundiales Guinness :
- El baile de mascotas más grande: 134 mascotas bailaron juntas en el parque temático Huis Ten Bosch en 2013.[17]
- La reunión más grande de mascotas: 376 mascotas en la cuarta Cumbre anual de Yuru-chara en Hanyū, 2013.[18]

## Características
Los Yuru-chara intentan retratar algún aspecto del lugar que representan, sea algún producto local, una figura histórica o una leyenda, la vida silvestre local, la arquitectura o la geografía. Esto se incorpora con frecuencia a la apariencia física de la mascota de una manera divertida o inusual, por ejemplo, a Fukka-chan (ふっかち ゃん), la mascota de la ciudad de Fukaya le salen dos cebollines de la cabeza (los cebollines son un producto popular de Fukaya). El nombre de las mascotas también puede ser un juego de palabras, como en el caso de Kumamon (kuma significa 'oso' en japonés, y es también la primera parte del nombre de la ciudad de Kumamoto, de donde es mascota).
Durante las apariciones públicas, la mayoría de los yuru-chara no hablan y actúan usualmente de manera juguetona o infantil. Existen algunas excepciones, como Funassyi o Chicchai Ossan (un diminuto hombre mayor), que tienen su propia voz, pero ninguno de estos está afiliado oficialmente a ningún gobierno local.

### Mercancías
Muchos yuru-chara están asociados con varias mercancías como fuente alternativa de ingresos. Por lo general, se trata de peluches, llaveros, juegos de pegatinas para Line (un popular sistema de mensajería instantánea en Japón) o artículos de papelería. Como reconocimiento a la gran base de fans adultos de los yuru-chara, existen así mismo productos más orientados a adultos como sake o tarjetas de crédito temáticas.

### Música
Los Yuru-chara tienen a menudo un tema musical y una rutina de baile relacionada, como en caso de Kumamon Taisō para Kumamon, que ha tenido más de 2.6 millones de visitas en YouTube. Funassyi también ha lanzado dos canciones novedad en 2013 y 2014, así como un álbum en 2014. En 2013 se formó también una banda llamada GCB47 (ご当地キャラクター・バンド・よんじゅうなな, gotōchi character band yonjū-nana), cuyo nombre es un juego de palabras alrededor del grupo AKB48 y el número de prefecturas en Japón - banda que consta de seis yuru-chara que tocan instrumentos en vivo y disfrazados y un cantante/guitarrista, Yohsuke Ishida. También han lanzado un sencillo, y actúan frecuentemente en eventos de yuru-chara.

### Videojuegos
En 2014, Bandai Namco Games lanzó el videojuego Gotōchi Testsudō: Gotōchi-chara to Nipponzenkoku no Tabi (ご当地鉄道 ～ご当地キャラと日本全国の旅～ Tranvía Local: Un viaje alrededor de Japón junto con gotōchi-chara?) para Nintendo 3DS y Wii U. Es un juego de socialización estilo sugoroku en el que los jugadores viajan por Japón y se encuentran con gotōchi-chara (120 de los cuales aparecen en el juego) junto con productos y especialidades locales. El personaje Ojapon  (おじゃポン Ojapon?)  fue creado para promocionar el juego y fue inscrito en el Grand Prix de Yuru-chara 2014.
Funassyi y Kumamon han aparecido en 2014 en los lanzamientos de los videojuegos Taiko no Tatsujin. Kumamon apareció también en el juego de 2014 para 3DS Yo-Kai Watch 2 .